# Marjorie Van Ryn
Marjorie „Midge“ Gladman Van Ryn (* 21. Juni 1908 in Santa Monica, Kalifornien; † 9. November 1999 in Peterborough, New Hampshire) war eine US-amerikanische Tennisspielerin.

## Leben und Karriere
Gladman Van Ryn war in den 1930er Jahren eine erfolgreiche Amateurtennisspielerin. Sie spielte an der University of Southern California, rangierte zwischen 1928 und 1937 in den USA unter den Top 10 und erreichte 1937 mit Rang 4 ihre beste Platzierung. Der größte Erfolg ihrer Karriere war der Gewinn der US-amerikanischen Tennismeisterschaften (heute: US Open) im Damendoppel an der Seite von Carolin Babcock im Jahr 1936. Die beiden Amerikanerinnen bezwangen im Finale Helen Jacobs und Sarah Palfrey Fabyan mit 9:7, 2:6, 6:4. Van Ryn erreichte zudem die Endspiele in New York von 1933, 1937 und 1940 im Damendoppel.
1930 heiratete sie John Van Ryn, einen bekannten Tennisspieler und ein Mitglied der International Tennis Hall of Fame.